# ان‌جی‌سی ۴۸۵
ان‌جی‌سی ۴۸۵ (انگلیسی: NGC 485) یک کهکشان مارپیچی در صورت فلکی ماهی است. این کهکشان تقریباً ۸۶ میلیون سال نوری از زمین فاصله دارد و در ۸ ژانویه ۱۸۲۸ توسط ویلیام هرشل کشف شد.